# (1898) Cowell
(1898) Cowell est un astéroïde de la ceinture principale.

## Description
(1898) Cowell est un astéroïde de la ceinture principale. Il fut découvert le 26 octobre 1971 à Bergedorf par Luboš Kohoutek. Il présente une orbite caractérisée par un demi-grand axe de 3,12 UA, une excentricité de 0,16 et une inclinaison de 1,0° par rapport à l'écliptique.

## Compléments